# Balzo Antónia szicíliai királyné
Balzo Antónia (1355 – 1375. január 23.), olaszul: Antonia del Balzo, franciául: Antoinette des Baux, katalánul: Antònia dels Baus, görögül: Αντωνία των Μπω. Szicília (Trinacria) királynéja, III. Frigyes szicíliai király második felesége, I. Johanna nápolyi királynő unokahúga. Enghieni Mária nápolyi királynénak, I. László nápolyi király harmadik feleségének az elsőfokú unokatestvére, valamint Chiaromontei Izabella nápolyi királynénak, Aragóniai Beatrix magyar királyné anyjának, valamint Balzo Izabella nápolyi királynénak, IV. Frigyes nápolyi király második feleségének a nagynagynénje.

## Élete
Francesco del Balzónak (1329/30–1422), Andria hercegének és Anjou Margit (1325 körül–1380) tarantói hercegnőnek volt a lánya. Anyja I. Johanna nápolyi királynő második férjének, Tarantói Lajosnak, valamint öccsének, II. Fülöp tarantói hercegnek volt a nővére. Anyja az öccse, II. Fülöp halála után örökölte a konstantinápolyi latin császári címet. Apja Nápoly kormányzója volt. Egy édestestvére született, Jakab (1353–1383). Antónia elsőfokú unokatestvére volt Enghieni Mária (1367–1446) későbbi nápolyi királynénak, Chiaromontei Izabella nápolyi királyné (1424–1465) (I. Ferdinánd nápolyi király első felesége) nagyanyjának, hiszen Mária anyja és Antónia apja testvérek voltak.
1372-ben XI. Gergely pápa közvetítésével a két szicíliai királyság vezetője: I. Johanna és III. (Együgyű) Frigyes békét kötött, és a Szicília szigetén létező királyság Palermo székhellyel, azaz a Világítótornyon túli Szicíliai Királyság felvette a Trinacria Királyság nevet, melyet már 1302 és 1314 között hivatalosan is viselt. A nápolyi székhelyű  Világítótornyon inneni Szicíliai Királyság, avagy a Nápolyi Királyság hivatalos elnevezése mindvégig Szicíliai Királyság maradt.
A békekötés következményeként Frigyes király több, mint 10 év özvegység után újranősült, és feleségül vette I. Johanna királynő egyik unokahúgát, Balzo Antónia andriai hercegnőt. 1373. november 26-án Messinában keltek egybe. Ez a házasság azonban rövid és gyermektelen maradt. Antónia királyné apja 1374-ben fellázadt I. Johanna nápolyi királynő ellen, aki leverte a lázadást, és elkobozta a birtokait. Az apja el tudott menekülni Rómába, majd onnan Avignonba, de Antónia édesanyja Nápolyban maradt, ahol Johanna királynő fogságba vetette. Antónia bátyja az Akháj Fejedelemségben kapott menedéket, ahol nagybátyja, II. Fülöp örököse volt.
Antónia királyné 1375. január 23-án halt meg annak az ijedtségnek a következtében, amit a lázadó bárók okoztak, amikor a királyi gályára rátámadtak. Antónia királynét Messinában helyezték végső nyugalomra.
III. (Együgyű) Frigyes csak pár évvel élte túl második feleségét, és 1377-ben meghalt. A trónon az első házasságából származó lánya, Mária követte. Antónia királyné édesanyja nápolyi fogságban halt meg 1380-ban. Bátyja örökölte a Tarantói Hercegséget, az Akháj Fejedelemséget és a konstantinápolyi latin császári címet. Johanna királynő utóda, III. Károly visszahelyezte jogaiba mind apját, mind pedig bátyját. Apja, aki 90 éves kora fölött halt meg, újranősült, és további három gyermeke született. Apjának az ükunokája, Balzo Izabella (1468–1533) IV. Frigyes nápolyi király második feleségeként Nápoly királynéja lett 1496-tól 1501-ig.